# Sciurus pyrrhinus
Sciurus pyrrhinus (Вивірка Джуніна) — вид ссавців, гризунів родини Вивіркових (Sciuridae). 

## Поширення
Цей вид зустрічається на східних схилах Анд в Перу. 

## Морфологія
Самиці мають середню довжину тіла, 238.5 мм, довжину хвоста, 254.8; самці мають середню довжину тіла, 229.3 мм, довжину хвоста, 242.0 мм.